# Mater dolorosa (film 1913)
Mater dolorosa è un cortometraggio muto del 1913 diretto da Mario Caserini e tratto dall'omonimo romanzo di Gerolamo Rovetta del 1882.